# Acontias gracilicauda
Espèce
Statut de conservation UICN

 LC  : Préoccupation mineure
Acontias gracilicauda est une espèce de sauriens de la famille des Scincidae.

## Répartition
Cette espèce est endémique d'Afrique du Sud.

## Description
C'est un saurien vivipare.

## Publication originale
- Essex, 1925 : Descriptions of two new species of the genus Acontias and notes on some other lizards found in the Cape Province. Records of the Albany Museum, vol. 3, p. 332-342.